# Ka-nacht...

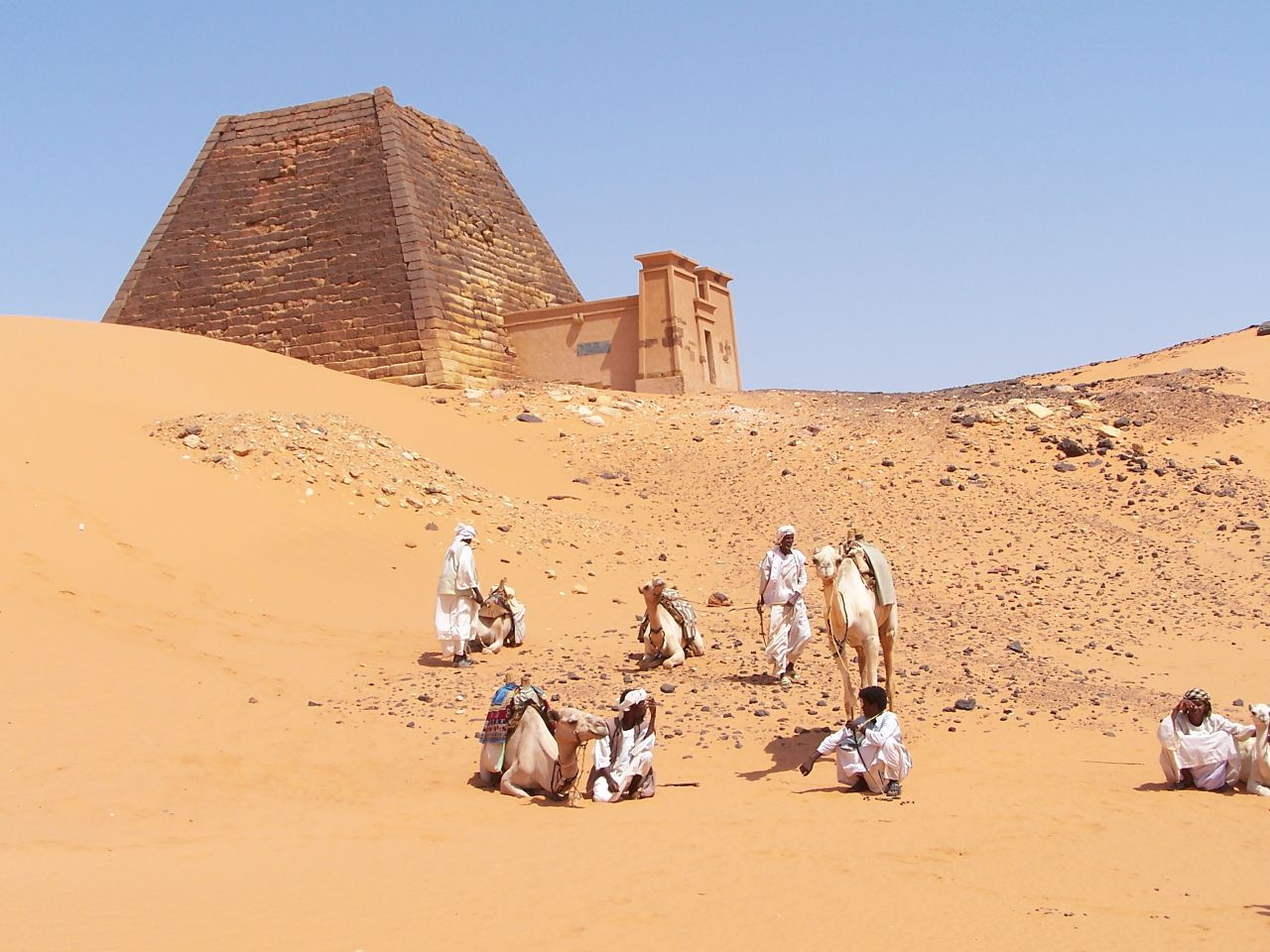
Pyramide N20 von Ka-nacht... in Meroe

Ka-nacht[...] war ein nubischer König.
Ka-nacht... (sein Name ist nicht vollständig erhalten) ist bisher nur von seiner Pyramide Beg N20 in Meroe bekannt. Dieser Bau wird stilistisch ins 1. vorchristliche Jahrhundert datiert. Dort fand sich sein Name auf einem verstreut liegenden Block. Es handelt sich um einen Horusnamen. Die Einordnung des Ka-nacht... bereitet daher Probleme. Von vielen meroitischen Herrschern ist der Horusname nicht bekannt und es kann ihnen auch keine Pyramide mit Gewissheit zugeordnet werden, so dass die Möglichkeit nicht ausgeschlossen werden kann, dass Ka-nacht... mit einem dieser Könige identisch ist. Naqyrjinsan... z. B. wird als sein Vorgänger angesehen, da sich dessen Pyramide neben der des Ka-nacht... fand. Naqyrjinsan... ist aber nur von dem Fragment einer Opfertafel bekannt, das sich in der benachbarten Pyramide fand. Diese Opfertafel kann aber auch verschleppt worden sein, so dass Naqyrjinsan... und Ka-nacht... derselbe Herrscher gewesen sein könnte. Auch von Tanyidamani, Aqrakamani, Teriteqas, die alle wohl ins 1. vorchristliche Jahrhundert datieren, sind bisher keine Horusnamen bekannt und ihnen kann auch keine Pyramide zugeordnet werden. Der sonst letzte nubische Herrscher mit einem bekannten Horusnamen ist Arqamani.